# Кузбаевский сельсовет
Кузбаевский сельсовет  — муниципальное образование в Бураевском районе Башкортостана.

## История
В 2004 году часть территории сельсовета перешло в состав Новокильбахтинского сельсовета Калтасинского района, согласно Закону Республики Башкортостан «Об изменениях в административно-территориальном устройстве Республики Башкортостан, изменениях границ и преобразованиях муниципальных образований в Республике Башкортостан» от 17 декабря 2004 года 2004 года  N 125-з:

8. Изменить границы Бураевского района, Кузбаевского сельсовета Бураевского района, Калтасинского района, Новокильбахтинского сельсовета Калтасинского района согласно представленной схематической карте, передав часть территории площадью 173 га Кузбаевского сельсовета Бураевского района в состав территории Новокильбахтинского сельсовета Калтасинского района
.
Согласно «Закону о границах, статусе и административных центрах муниципальных образований в Республике Башкортостан» имеет статус сельского поселения.

## Население
| 2002 | 2009  | 2010 | 2012 | 2013 | 2014 | 2015 |
| ---- | ----- | ---- | ---- | ---- | ---- | ---- |
| 1061 | ↘1001 | ↘869 | ↘819 | ↘784 | ↘736 | ↘708 |
| 2016 | 2017  |      |      |      |      |      |
| ↘695 | ↘663  |      |      |      |      |      |

## Состав сельского поселения
| № | Населённый пункт | Тип населённого пункта          | Население |
| - | ---------------- | ------------------------------- | --------- |
| 1 | Кузбаево         | деревня, административный центр | ↘394      |
| 2 | Алтаево          | деревня                         | ↘261      |
| 3 | Бустанаево       | деревня                         | ↘156      |
| 4 | Абдуллино        | деревня                         | ↗58       |